# Jakow Józefowicz
Jakow Dawidowicz Józefowicz, ros. Яков Давидович Юзефович (ur. 29 lutego?/12 marca 1872 w Łopienicy Wielkiej, zm. 5 lipca 1929 w Tartu) – rosyjski wojskowy (generał porucznik), emigracyjny działacz wojskowy i polityczny.

## Życiorys
Pochodził z dawnej rodziny tatarskiej ziemiańskiej herbu Radwan. Urodził się w majątku Łopienica Wielka (obecnie część Hryniewicz), w powiecie wołkowyskim guberni grodzieńskiej. Ukończył Korpus Kadetów w Połocku i Michajłowską Oficerską Szkołę Artylerii. Oficer z 1893 w 7 baterii artylerii konnej. W 1899 r. Ukończył Nikołajewską Akademię Sztabu Generalnego. Po ukończeniu akademii dowodził szwadronem, starszy adiutant (pomocnik dowódcy) 4 Dywizji Kawalerii, w sztabie Warszawskiego Okręgu Wojskowego gdzie od marca 1901 do listopada 1904 był zastępcą dowódcy okręgu. Uczestnik wojny rosyjsko-japońskiej 1904-1905. Od 19 listopada 1904 awansował do stopnia sztabsrotmistrza, na stanowisku oficera ds. zleceń specjalnych w sztabie kwatermistrzostwa rosyjskiej 3 Armii Mandżurskiej. Od 8 grudnia 1905 oficer ds. zleceń w sztabie Warszawskiego Okręgu Wojskowego. W grudniu 1908 r. pułkownik. Od 24 listopada 1910 szef Oddziału Zarządu Głównego Sztabu Generalnego (ZGSG), a od 17 kwietnia 1913 zastępca szefa Oddziału Dowodzenia i Służby Wojsk ZGSG. 
Brał udział w I wojnie światowej. Od 25 lipca 1914 w Oddziale służb generała dyżurnego Stawki. Od sierpnia 1914 szef sztabu Dzikiej Dywizji. 10 września 1915 generał major. Od lutego 1916 szef sztabu 2 Korpusu Kawalerii, od 15 kwietnia 1917 generał kwatermistrz, od 12 maja 1917 I generalny kwatermistrz przy Najwyższym Naczelnym Dowódcy. W czerwcu 1917 dowódca 12 Dywizji Kawalerii, we wrześniu generał lejtnant i dowódca 26 Korpusu Armijnego. Od 9 września do 19 listopada 1917 dowódca 12 Armii. 14 listopada po rozbiciu Armii dowódca Frontu Północnego.
Uczestnik wojny domowej w Rosji. Latem 1918 w Armii Ochotniczej. Od 1 stycznia 1919 szef sztabu Kaukaskiej Armii Ochotniczej (dowódca gen. Piotr Wrangel), od maja Kaukaskiej Armii. W czasie choroby gen. Wrangla zastępował go. Od 27 czerwca do 29 listopada 1919 dowódca 5 Korpusu Kawalerii. Od 29 listopada 1919 do 30 maja 1920 w rezerwie dowódcy Zarządzie Dowodzenia Sił Zbrojnych Południa Rosji. Od kwietnia 1920 kierował pracami związanymi z obroną Perekopu i budowa linii kolejowej Dżankoj - Juszuj. Od 22 maja do 17 września 1920 generał inspektor kawalerii Armii Rosyjskiej gen. Wrangla.
We wrześniu 1920 wyjechał do Paryża razem z ministrem spraw zagranicznych rządu gen. Wrangla Piotrem Struwe. Był zamiar mianowania go dowódcą 3 Armii Rosyjskiej formowanej w Polsce. Jednak po jego przyjeździe do Paryża Polska rozpoczęła rozmowy pokojowe z Rosją Sowiecką i wyznaczenie na stanowisko było bezprzedmiotowe.
Od listopada 1920 mieszkał w Wiesbaden (Niemcy), później w Polsce i Estonii. Zmarł w Tartu. Jego grób znajduje się na cmentarzu w Wołkowysku.

## Odznaczenia
- Order Świętego Jerzego IV klasy
- Order Świętej Anny I, II i III klasy z Mieczami
- Order Świętego Włodzimierza III i IV klasy z Mieczami i Kokardą
- Order Świętego Stanisława II i III klasy
- Krzyż Jerzego IV stopnia
- Medal Dla Upamiętnienia 100 Rocznicy Wojny 1812
- Medal Dla Upamiętnienia 300 Rocznicy Panowania Domu Romanowów